# Colutea jarmolenkoi
Colutea jarmolenkoi là một loài thực vật có hoa trong họ Đậu. Loài này được Shap. miêu tả khoa học đầu tiên.